# Rivière Nicolet Nord-Est
Rivière Nicolet Nord-Est är ett vattendrag i Kanada.   Det ligger i provinsen Québec, i den sydöstra delen av landet, 300 km öster om huvudstaden Ottawa.
I omgivningarna runt Rivière Nicolet Nord-Est växer i huvudsak blandskog. Runt Rivière Nicolet Nord-Est är det glesbefolkat, med 9 invånare per kvadratkilometer.